# Люблино (Николаевская область)
Люблино (укр. Люблине) — село в Березанском районе Николаевской области Украины.
Основано в 1970 году. Население по переписи 2001 года составляло 148 человек. Почтовый индекс — 57430. Телефонный код — 5153. Занимает площадь 0,43 км².

## Местный совет
57430, Николаевская обл., Березанский р-н, с. Ташино, ул. Ленина, 47